# Debra Maffett
Debra Sue Maffett, née le 9 novembre 1956, originaire de Cut and Shoot, au Texas, aux États-Unis, est une actrice pour la télévision américaine. Elle est couronnée Miss California (en) 1982, puis Miss America 1983.

## Source de la traduction
- (en) Cet article est partiellement ou en totalité issu de l’article de Wikipédia en anglais intitulé « Debra Maffett » (voir la liste des auteurs).